# Alvar Hägglund
Alvar Hägglund   (Skellefteå, 7 d'agost de 1913 - Skellefteå, 23 de juny de 1996) va ser un esquiador de fons suec que va competir durant la dècada de 1930. En el seu palmarès destaca una medalla d'or al Campionat del Món d'esquí nòrdic de 1939